# Germarium
Germarium – obszar owarioli owadów, w którym znajdują się oogonia i oocyty wczesnomejotyczne (w czasie leptotenu, zygotenu i pachytenu profazy I podziału mejotycznego). Tu mają miejsce podziały mitotyczne oogoniów. U podstawy germarium (przy granicy z witelarium) znajduje się strefa zawierająca komórki mezodermalne zwane komórkami prefolikularnymi.